# Економіка дарування

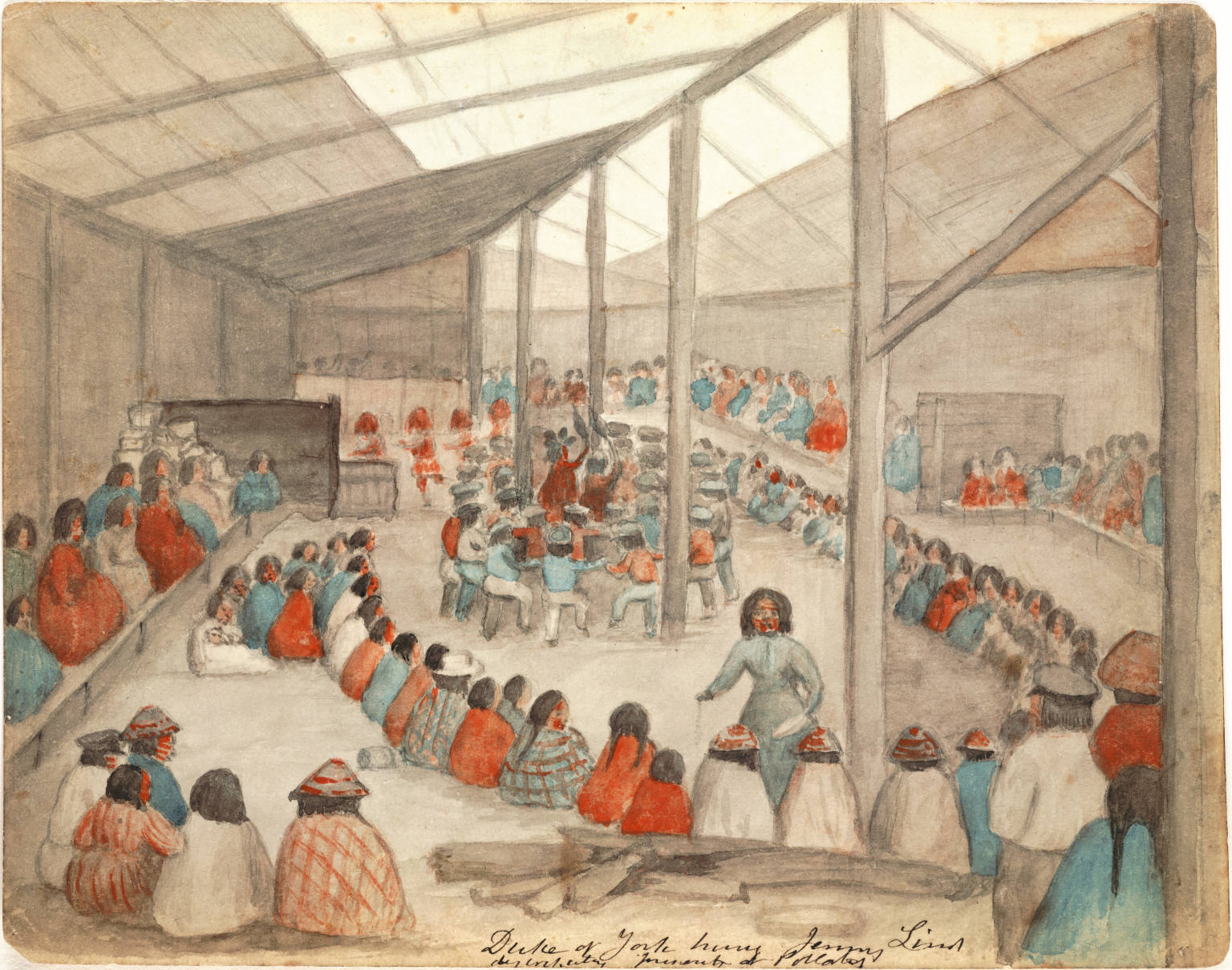
Джеймс Джі.Свон зображує індіанців племені клаллам в Порт-Таунсенді під час церемонії потлач. Акварель.

Економіка дарування  (англ. Gift economy ; економіка дарування, дарономіка,  безоплатна економічна система) — це система суспільного устрою, при якому цінні товари і послуги регулярно передаються без будь-яких конкретних домовленостей про негайну або майбутню нагороду (тобто відсутній обмін, немає вимоги „послуга за послугу“).  В ідеалі, регулярні дарування (акти дарування) створюють постійну циркуляцію і перерозподіл цінностей в суспільстві. Організація економіки дарування істотно відрізняється від бартерної економіки та ринкової економіки. Замість фіксованого обміну товарами або послугами за власний кошт або інші товари (послуги) в економіці дарування обмін відбувається за допомогою особистого визначення цінності одержуваного блага. 
Економіки дарування були поширені до появи ринкової економіки, але поступово зникли, коли суспільство стало більш складним. Деякі елементи такої економіки збереглися до теперішнього часу, але в наші дні жодне суспільство не функціонує як економіка дарування. Елементи суспільства дарування в даний час найчастіше зустрічаються у вигляді релігійних дарів і в суспільстві інформаційних технологій.
Традиція наукового дослідження є прикладом культури дарування. Вчений публікує результати своїх досліджень, тим самим надаючи іншим дослідникам можливість використовувати публікації в своїх працях. Чим більше інших авторів посилається на роботу вченого, тим більше його престиж і авторитет в очах суспільства, яка призводить до підвищення ймовірності отримання дослідницьких грантів. Крім того, усі вчені використовують зростаючу базу знань.
Спільнота вільного програмного забезпечення має коріння в хакерській культурі і також може бути прикладом культури дарування. Програмісти надають джерельний код спільноті з тією метою, щоб кожен міг змінити і поліпшити його. Індивідуальні програмісти таким чином можуть завоювати авторитет, а все співтовариство виграє від покращення програмного забезпечення.
Анархісти також використовують принципи дарування в своїй культурі. Продукти часто жертвують і поширюються вільно.
Культура дарування може співіснувати з плановою економікою, ринковою економікою та бартерною економікою.

## Історія
Всупереч поширеній думці, немає ніяких доказів того, що суспільство спиралося насамперед на бартер, до того як почало використовувати гроші для торгівлі.  Насправді, негрошові суспільства діяли в значній мірі за принципами економіки дарування і боргу.   У той же час, бартерні відносини виникали, як правило, між незнайомцями або потенційними ворогами. 
Льюїс Хайд виявляє походження економіки дарування в обміні їжею, наводячи як приклад протокол Тробріанських остров'ян з посиланням на подарунок у Колі Кула як «їжу, яку ми не могли їсти», хоча цей подарунок не є їжею, а орнаментом, виготовленим спеціально для передачі в якості подарунка.  Фестиваль Потлач також зародився як «велике годування».  Хайд стверджує, що в багатьох суспільствах це призвело до поняття дарунку як чогось, що має «загинути».
Антрополог Маршалл Салінса пише, що економічна система в Кам'яному столітті була за своїм характером економікою дарування і достатку, а не дефіциту, незважаючи на сучасні уявлення читачів про її об'єктивну бідність. 
З появою міст-держав існування грошей стало необхідністю, і економіка дарування була замінена економікою на основі товарно-грошових відносин. 

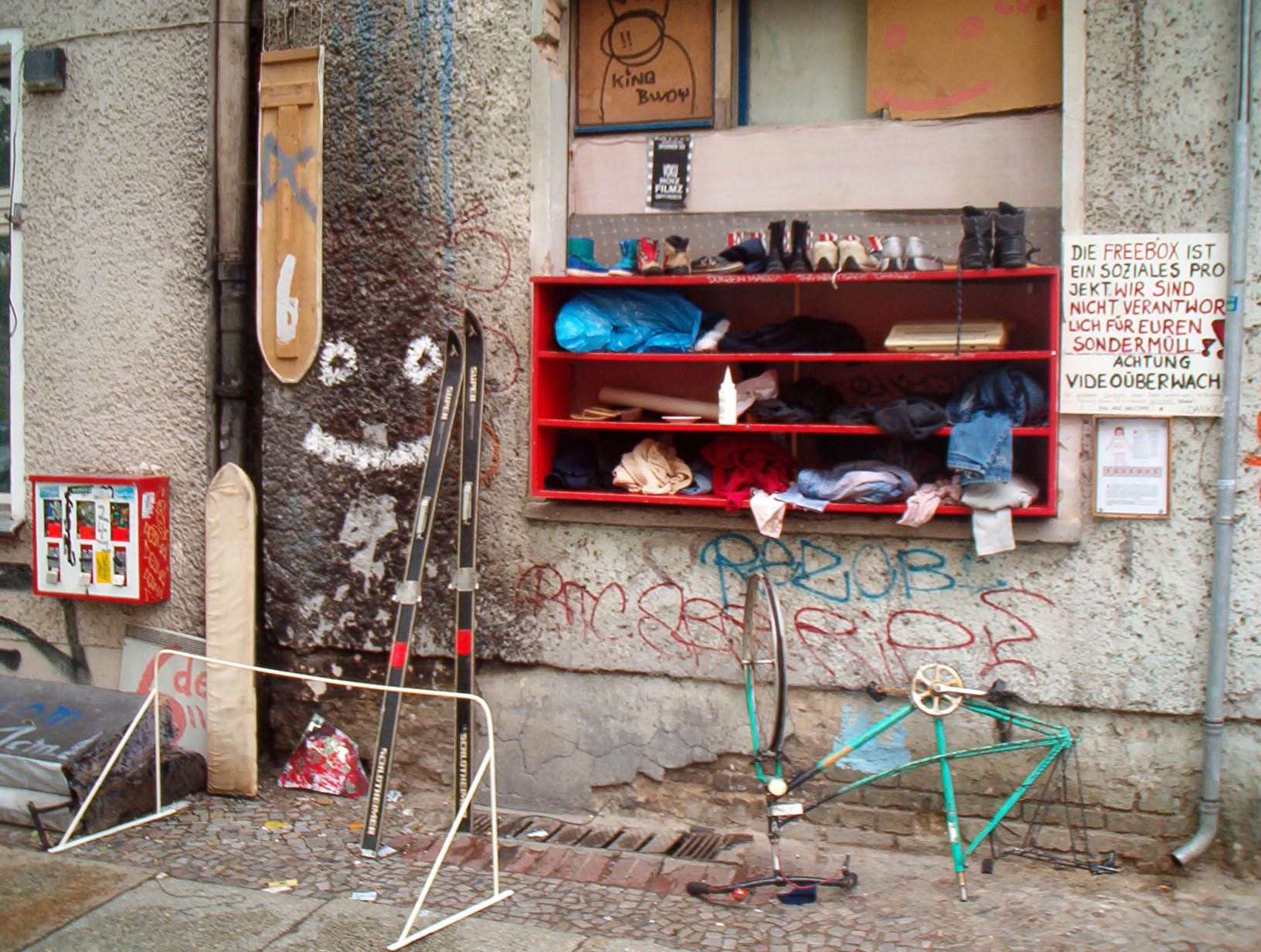
Freebox в Берліні, Німеччина 2005, виступає в якості центру розподілу безкоштовних дарунків.

## Характеристика
Найчастіше, для економіки дарування потрібно, щоб обмін подарунками був більше, ніж просто взаємний обмін між двома людьми. Наприклад, в кашмирській казці розповідається про двох жінок брамінів, які намагалися виконувати свої зобов'язання давати милостиню, просто передаючи милостиню одна одній. Після смерті вони перетворилися на два отруєних колодязя, з яких ніхто не міг пити, що відображає безпліддя цієї жалюгідної подоби благодійності. Явище розширення кола дарування можна також спостерігати в суспільствах, де мисливці віддають тварин священикам для пожертвування їх частини божеству (очікується, що натомість воно дасть успіх у полюванні). Мисливці не жертвують самих себе божеству .
Багато які суспільства мають суворі заборони переходу подарунків в торгівлю або товарний капітал. Антрополог Джеймс Венді пише, що серед народу удук в північно-східній Африці існує стійкий звичай, в якому будь-який подарунок, який перетинає міжродовий кордон, повинен бути спожитий, а не збережений. Наприклад, подарована тварина повинна бути з'їдена і не йде на розведення потомства. Однак, як в прикладі Тробріанських пов'язки й намиста, ця «загибель» не обов'язково повинна складатися з споживання як такого, натомість дарунок може передаватися далі. В інших суспільствах прийнято надавати зворотній подарунок або безпосередньо в обмін, чи третій стороні. Негоже зберігати дарунок і нічого не давати. Хайд зауважує: «У народних казках, людина, яка намагається втримати подарунок, звичайно вмирає».

## Приклади

### Суспільство

#### Океанія
Тихоокеанські острівні суспільства до дев'ятнадцятого століття були, по суті, економіками дарування. На сьогоднішній день така практика як і раніше присутня в деяких частинах Тихоокеанського регіону — наприклад, на деяких віддалених островах Кука  . В Токелау, незважаючи на поступовий прихід ринкової економіки, форма економіки дарування як і раніше зберігається в практиці Інат  — строгому зрівняльному розподілі усіх продовольчих ресурсів на кожному атолі.  На острові Анута все ще існує економіка дарування під назвою «Aropa». 
У Папуа-Новій Гвінеї досі існує Коло Кула, а також інші системи обміну, такі як обмін Мока.
Значна частина діаспори тихоокеанських остров'ян, що живуть в Новій Зеландії, Австралії і США, до сих пір зберігають відносини, характерні для економіки дарування. Незважаючи на те, що вони виявляються залучені в ринкову економіку цих країн, деякі з них прагнуть зберегти основи економіки дарування, такі як взаємні грошові подарунки або грошові перекази на батьківщину. 

#### Індіанці
Північноамериканські індійці, що жили на Північному Заході біля тихоокеанського узбережжя (в першу чергу квакіутль), практикували ритуал потлач, в якому вожді віддають велику кількість товарів своїм підданим для посилення групових зв'язків. Приносячи в жертву накопичені багатства, лідер отримував шану серед народу, а також кидав виклик своєму супернику, відповісти на який можна було новим потлачем, більш щедрим, ніж перший. 

#### Мексика
У племені тараумара на північному заході Мексики існує звичай під назвою коримо  (kórima). Звичай говорить, що борг кожного — ділитися своїм багатством з іншим. 

#### Іспанія
У 1930-х роках, іспанські анархо-комуністи, що знаходилися серед сільських жителів, намагалися мінімізувати грошові відносини, підтримуючи економіку дарування. Товари та послуги проводилися працівниками і розподілялися в громадських магазинах, в яких кожен (в тому числі самі працівники, що виробляють їх) мав повне право отримувати те, що він хоче або чого потребує, в якості оплати за вироблені їм товари і послуги. 

#### Burning Man
„Burning Man“ („Палаюча людина“) — щорічна восьмиденна подія в світі мистецтва, що проводиться в пустелі Блек-Рок на півночі штату Невада в США. Самі організатори визначають подію як експеримент по створенню спільноти радикального самовираження, при цьому повністю покладається тільки на себе (англ. Radical self-expression, and radical self-reliance). Торгівля на події знаходиться поза законом (за винятком продажу льоду, кави, і квитків на сам захід)  , всіляко заохочується дарування.  Дарування є одним з десяти ключових принципів фестивалю.  Учасникам події пропонується керуватися принципами економіки дарування як під час фестивалю, так і в інший час. Про практику дарування на Burning Man розповідається в документальному фільмі 2002 року «Gifting It: A Burning Embrace of Gift Economy». 

### Економіка інформаційного дарування
Так як інформація здатна поширюватися практично без фінансових витрат і при цьому збільшувати свою цінність, вона ідеально підходить для економіки дарування   .

#### Наука
Традиційне наукове дослідження можна вважати частиною інформаційної економіки дарування. Вчені проводять дослідницькі роботи і публікують їх результати через журнали і конференції (хоча доступ до самим журналам може бути дорогим), а інші вчені можуть вільно посилатися на такі джерела. Таким чином, всі вчені, які мають доступ до цих журналів, отримують користь від збільшення обсягу знань. Самі автори не мають прямої вигоди від публікації власної роботи, але підвищують свою репутацію в науковому світі. Відмова від посилання на роботи оригінальних авторів (що позбавляє їх належної репутації) вважається непристойною поведінкою. 

#### Файлообмін
За допомогою файлообмінних мереж будь-який користувач, використовуючи пошук, може знайти на комп'ютері будь-якого іншого користувача ті ресурси, які той виклав у вільний доступ, і безкоштовно звантажити їх. А так як кількість користувачів таких файлообмінних програм обчислюється сотнями тисяч, а іноді навіть мільйонами, користувач швидше за все знайде потрібний йому файл.
Маркус Гіслер, в своїй етнографічній роботі „Системи споживчих дарунків“ ( „Consumer Gift Systems“) характеризує завантаження музики, як систему соціальної солідарності, заснованій на вільній передачі. 

#### Програми з відкритим кодом
Відомий хакер і програміст Ерік Раймонд в своїй книзі „Заселяючи ноосферу“ зазначає, що розробники вільного програмного забезпечення з відкритим кодом створили „культуру дарування“, учасники якої змагаються за престиж, вкладаючи свій особистий час, енергію і творчість.  Однак, престиж не є єдиним стимулом для дарування коду. Соціологічне дослідження серед учасників спільноти Fedora, проведене в Університеті Північного Техасу в 2010-11 роках, показало, що основною причиною своєї участі вони називають „задоволення від навчання і співпраці з цікавими і розумними людьми“. Мотивація на особисту вигоду і кар'єрне зростання зустрічалася набагато рідше. Типовим відповіддю серед опитаних було щось на кшталт: „в принципі, я допомагаю для того щоб самому з нею працювати“ і „у програмістів просто руки сверблять“. 
Учасники спільноти Linux часто називають свою діяльність економікою дарування.  Debian — найвідоміший дистрибутив операційної системи GNU / Linux пропонує для звантаження більш 35000 безкоштовних програмних пакунків з відкритим джерельним кодом. 

#### Вікіпедія
Вільна онлайн-енциклопедія Вікіпедія містить мільйони статей, і майже жоден з її численних авторів і редакторів безпосередньо не отримує матеріальної винагороди.  

### Бізнес

#### Угоди з вільною ціною
Система оплати за принципом «плати, скільки вважаєш за потрібне» (англ. Pay what you want) також заснована на принципах економіки дарування. За відсутності фіксованої ціни одержувач має можливість самостійно визначити цінність отриманого блага і віддячити відповідно до своїх можливостей.

## Соціальні теорії
Існують різні соціальні теорії, що характеризують економіку дарування. Деякі вважають дарування формою взаємного альтруїзму. Інші заявляють, що в обмін на дарунки купується соціальний статус. Також вважають, що таким чином відбувається свідоме підтримання егалітарних відносин всередині групи. Наприклад, серед деяких мисливців-збирачів обмін здобутою їжею є гарантією для будь-якої людини від невдачі в його щоденних здобутках. Цей звичай, можливо, відображає турботу про благополуччя інших і може служити неформальною формою страхування, або приносить соціальний статус та інші переваги.

### Хайд
Льюїс Хайд в своїй відомій книзі «Дарунок. Як творчий дух перетворює світ» (The Gift: Creativity and the Artist in the Modern World) показує, що традиційна економіка дарування заснована на «зобов'язанні давати, зобов'язанні приймати, а також на зобов'язанні відповідати взаємністю», що несе в собі «одночасно економічний, юридичний, моральний, естетичний, релігійний і міфологічний сенс». Він описує дух економіки дарування (і її відмінність від ринкової економіки) наступним чином:
На противагу „індіанцю-дарувальнику“ ставиться „білошкірий хранитель“… Все отримане передбачається віддавати не зберігаючи. І якщо щось зберігається, то щось, що має рівну цінність, повинно йти… Дарунок може бути повернений своєму початковому дарувальнику, але це не обов'язково… Найголовніше: дарунок повинен постійно рухатися.
Хайд також стверджує, що є різниця між «істинним» дарунком в знак подяки, і «помилковим» дарунком, зробленим лише із зобов'язань. На думку Хайда, «істинний» (безкорисливий) дарунок створює зв'язок, що виходить за межі будь-якої товарної угоди, але «ми не можемо стати по-справжньому пов'язаними з тим, хто дає нам помилкові подарунки».
За твердженням Хайда, коли економіка, заснована головним чином на принципі дарування, перетворюється в товарну економіку, «соціальна структура співтовариства незмінно розпадається». Подібно забороні на перетворення дарунків в капітал, є заборони на ставлення до обміну подарунками, як до бартеру. Серед жителів Тробріанських островів, наприклад, перетворення Круга Кула в бартер вважається ганьбою. Хайд пише, що в принципі усі комерційні товари можуть стати подарунками, але коли дари стають товарами, дарунок «… або перестає бути подарунком, або втрачає свої межі … Угоди з серцем перебувають поза рамками закону, і коли такі угоди сходять до узаконених правовідносин, коло дарування звужується».

### Мосс
Соціолог Марсель Мосс стверджує, що дарунок завжди тягне за собою зобов'язання і ніколи не є «вільним». За словами Мосса, якою б привабливою не здавалася економіка дарування, люди не завжди хочуть бути заплутані в павутині зобов'язань. «Дарунок, який ще не оплачений, принижує людину, яка приймає його» , що доводить досвід, через який проходять молоді люди, які намагаються почати самостійне життя і вирішують не брати більше грошей або подарунків від своїх батьків . Як пише Хайд: «Є моменти, коли хочеться побути чужинцями і незнайомцями» . Хотілося б мати можливість піти в магазин за рогом, купити хлібину, і щоб продавець магазину не втручався в наші справи, а ми в його. Приємніше подорожувати на літаку, не турбуючись про те, які у нас відносини з пілотом. Дарунки створюють «чуттєву зв'язок», а товарний обмін — ні .

### Батай
Французький письменник Жорж Батай у своїй книзі „Проклята доля“ (La Part maudite)  використовував аргументацію Мосса, для того щоб побудувати теорію економіки. На його погляд, структура дарування є вихідною передумовою для всієї можливої економіки. Особливо зацікавившись традицією потлача, описаної Моссом, Батай стверджує, що її антагоністичний характер зобов'язує одержувача подарунка підтверджувати підпорядкування, а структура дарів може призводити до практики, яка визначає різні ролі для сторін, що беруть у ній участь, таким чином, встановлюючи в акті пожертвування гегелівський диполь ведучого і веденого.

### Кропоткін
Анархісти, зокрема, анархо-примітивісти і анархо-комуністи, вважають, що економіка дарування в її варіаціях може стати ключем до виходу з порочного кола бідності. Тому вони бажають поширити економіку дарування на все суспільство. Анархо-комуністи відстоюють ідеал економіки дарування, позбавленої грошей, ринків і централізованого планування. Принаймні ця точка зору приписується Петру Кропоткіну, який бачив в племенах мисливців-збирачів парадигму „взаємної допомоги“  .
Кропоткін стверджував, що взаємна вигода є більш сильним стимулом, ніж взаємні чвари, що веде до підвищення особистої продуктивності і, в кінцевому рахунку, це більш ефективно для колективу в довгостроковій перспективі. В основі економіки дарування робиться наголос на концепцію збільшення індивідуальних людських можливостей і його засобів виробництва, які потім (теоретично) підвищують здатність суспільства відповідати взаємністю на дари окремої людини.

### Белл
Економіст Дюран Белл стверджує, що обмін в економіці дарування відрізняється від простого товарного обміну тим, що він головним чином використовується для побудови соціальних відносин. Подарунки між людьми або між групами допомагають будувати відносини, що дозволяє людям працювати разом. Щедрість подарунка підвищує престиж людини і його соціальний стан. Відмінності в соціальному ранзі визначаються не доступом до товарів, а „здатністю давати іншим; бажання накопичувати розглядається як ознака слабкості“. 